# 计姓
計姓為中文姓氏之一，在《百家姓》中排名第113位。

## 姓氏起源
計姓起源如下：
1. 源自姒姓，是禹的后代，以封國为姓。夏商時有計國（今山東胶縣西南），是夏禹后人的封國，計國被周人滅后，禹的后人就以封國名命姓，遂成計氏。
2. 上古周武王建立周朝后，周武王封少昊的后代于“莒”，建都于計斤（今山東胶縣西南〕，既為《左傳》中所說的“介根”。莒國王族的后裔，以祖上建都地名命姓，成為計姓一支。
3. 春秋時越國大夫計然之后有計氏。計然原姓辛，因為辛姓主要源于姬姓，晉國是姬姓诸侯國，所以此支计姓亦是黄帝后裔。《通志.氏族略》载："辛氏改為計氏。"計姓望族居齊郡（今山東临淄）、京兆（今陝西長安东部）。[原創研究？]

## 網絡鏈結
- 計姓起源[永久]

## 延伸阅读
[在维基数据编辑]
 《百家姓》
 《欽定古今圖書集成·明倫彙編·氏族典·計姓部》，出自陈梦雷《古今圖書集成》